# Fynsk
Fynsk er en fællesbetegnelse for de dialekter af dansk, der tales på Fyn og nærliggende øer. Der skelnes normalt mellem 3 dialekter på selve Fyn: Øst-, syd- og vestfynsk – samt desuden tåsingsk, ærøsk og langelandsk. Vestfynsk kan desuden opdeles i nordvest- og sydvestfynsk. De fynske dialekter udgør sammen med dialekterne på Sjælland og Lolland-Falster de såkaldte ømål.

## Grammatik
Et karakteristikum ved fynsk – og specielt vestfynsk – er, at substantiverne har tre køn; en mand, en kone og et hus udtales således henholdsvis [i må'], [æn kown] og [æd hyws]. Substantiver i bestemt form tager endelserne -i for hankønsord, -en for hunkønsord og -et for intetkønsord, f.eks. katti og hunni ("katten" og "hunden"), der begge er hankønsord. 

## Fonologi
Det er desuden almindeligt at det "bløde d" [ð] og "bløde g" på vest- og østfynsk ikke får noget lydligt udtryk, så rigsdanske ord som f.eks. gade og kage udtales som ga'e og ka'e. På sydfynsk bliver det "bløde d" og "bløde g" i stedet udtalt som "hårdt d" [d] og "hårdt g" [g]. 
De fynske dialekter har en række udtaleskel, som deler øen fra nordøst til sydvest, så dialekterne i denne forbindelse opdeles i to hovedgrupper; østfynsk (herunder sydfynsk) kontra vestfynsk (herunder nordvestfynsk og sydvestfynsk). F.eks. udtales en række kortere ord på østfynsk som tostavelsesord, mens de på vestfynsk trækkes sammen til etstavelsesord; f.eks. bliver "nye" og "bide" på østfynsk til "nyje" og "bije" men til "nyj" og "bij" på vestfynsk, og vestfynsk minder på dette punkt om jyske dialekter og østfynsk omvendt om de øvrige ømål på Sjælland.
Et eksempel på nedskrevet fynsk er sangen Opvaavni ("Opvågnen"), også kendt som Faa ajle di smaa Blomster, som er skrevet på sydfynsk.